# Sussex španěl
Sussex španěl (anglicky: sussex spaniel) je psí plemeno původem z Velké Británie, kde se chová již od 18. století .

## Historie

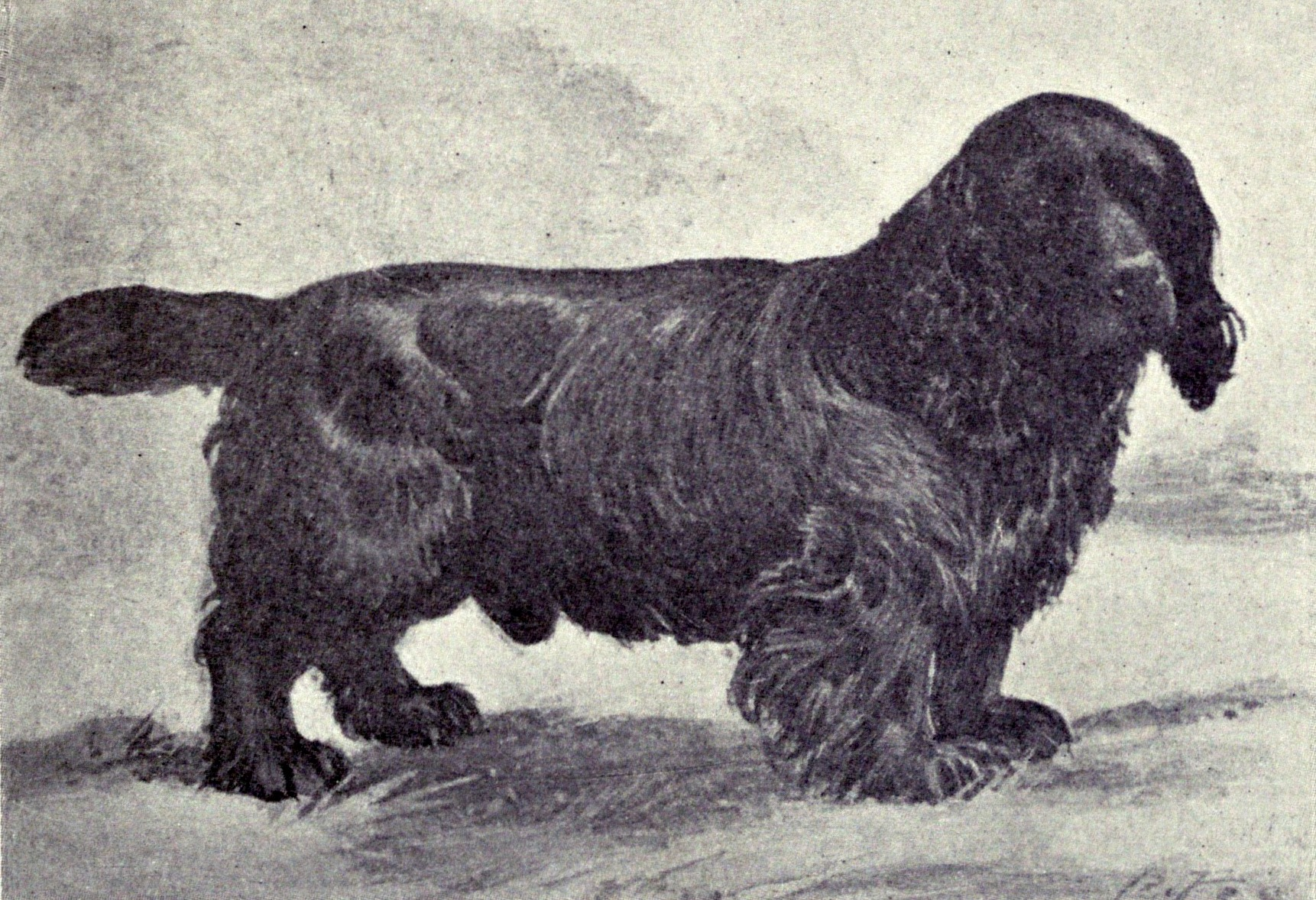
Kresba sussex španěla z roku 1915

Plemeno sussex španěl vzniklo ve Velké Británii v hrabství Sussex, podle kterého vznikl i jeho název. To se odehrávalo v 18. století. Čistokrevných chov začal až v roce 1795 a to chovatel Augustus Elliot Fuller . Jeho předci dodnes nejsou známí, ale kvůli odlišnému způsobu lovu (totiž vysokému hlasu a štěkání při lovu) je pravděpodobné, že jeho předky byli honiči. Často se stává i to, že se narodí štěňata, která jsou barvou srsti podobná bloodhoundovi . Původně byl využíván jako lovecký pes, dnes je oblíbený spíše jako společník.
První oficiální standard byl vydán roku 1879 avšak potvrzen byl roku 1855 . Pro prohloubení jeho loveckého pudu a zároveň mírumilovných vlastností byl v polovině 20. století křížen s clumber španělem. Je to jedno z prvních plemen, které bylo uznáno AKC (American Kennel Club)
Do Česka byli první jedinci přivezeni v roce 1994 a jednalo se o dvě fenky . V současné době (srpen 2015) se zde nachází jediná chovatelská stanice tohoto plemene — Boysson Bohemia.

## Povaha
Sussex španěl je nebojácný, odvážný a aktivní pes. Jeho charakteristickým znakem je kolébavá chůze. Není moc mrštný ani rychlý, ale dokáže se pro stopu prodírat i hustým porostem. Na druhou stranu je ale velmi silný. Je chytrý a hravý a rychle se učí. Lehce se cvičí. Rád je ve středu dění a nevychovaní jedinci se snaží upoutat na sebe pozornost tím, že dělají zakázané věci. Je to pes "jednoho pána", zvolí si tedy jednoho člena rodiny, kterého poslouchá a je mu oddaný, ostatní moc neposlouchá. Není příliš dominantní.
Děti mu nevadí a jejich hry díky vysokému prahu bolesti dokáže přetrpět. S ostatními zvířaty vychází dobře, ale ve volné přírodě je nutné si dát pozor, protože odvolání od stopy je velmi složité. S ostatními psy vychází dobře, protože není příliš dominantní. Lidi má rád a proto si na cizí rychle zvyká. Přestože má vysoký hlas a často štěká, není to dobrý hlídač.

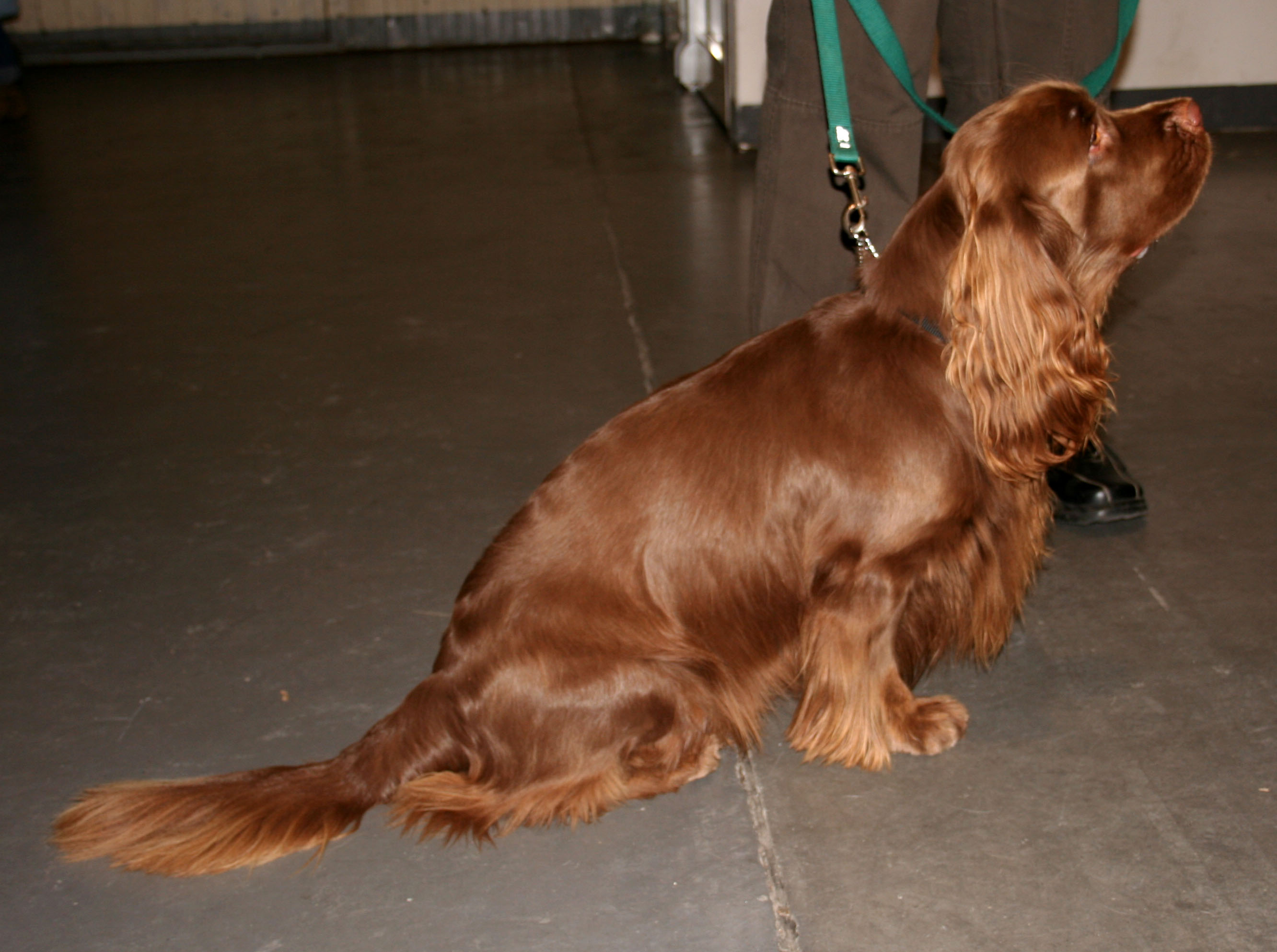

## Péče
Srst plemene je dlouhá, na dotek hebká a většinou v různých odstínech hnědé. Dobře chrání tělo před vodou i chladem. Tato srst vyžaduje každodenní vyčesávání. Slepenou srst je nutné odstřihávat. Mytí šamponem jí nevadí. Špatně snáší horko.
Plemeno lze lehce vycvičit, protože je inteligentní a netvrdohlavé. Výcvik je nutný a zvládne jej i začátečník. Stejně tak výchova. Měli by se obejít bez fyzických trestů, na které sussex španěl reaguje přehnaně citlivě.
Vyžaduje hodně pohybu a zátěže. Bez pohybu se může stát stereotypním nebo až agresivním. Jsou pro něj vhodné veškeré typy pohybu, od běhání při kole až po dlouhé túry. Při pohybu ale musíme brát na vědomí i to, jak špatně snáší horko a tělesnou kondici jednotlivce.